# دونالد ریگل
دونالد وین ریگل جونیور (به انگلیسی: Donald Wayne Riegle, Jr.) سناتور سابق عضو حزب دموکرات ایالات متحده آمریکا بود. وی در سال ۱۹۷۷ تا ۱۹۹۵ میلادی سناتور ایالت میشیگان در سنای ایالات متحده آمریکا بود.